# Estrela Dourada
A Estrela Dourada é a Condecoração de Estado mais alta da União Soviética e os outros estados pós-soviéticos.
Os títulos que vieram com a condecoração foram o formalmente Herói da União Soviética e o atual Herói da Bielorrússia, Herói da Federação Russa e o Herói da Ucrânia.

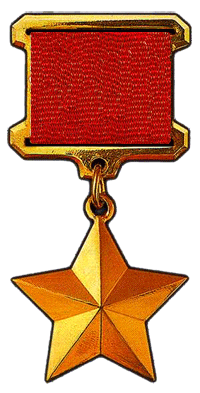
Herói da União Soviética
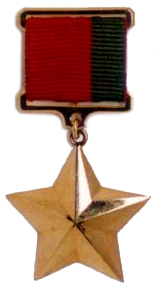
Herói da Bielorrússia
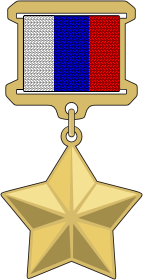
Herói da Federação Russa
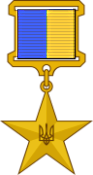
Herói da Ucrânia

A estrela dourada foi estabelecida de acordo com o decreto do Presidium do Soviete Supremo da União Soviética em 1 de agosto de 1939. A medalha é uma estrela dourada que possui um cinto com a(s) cor(es) da bandeira do país que a publicou (Vermelha: URSS; Branca, Azul e Vermelha: Federação Russa). É usada no lado esquerdo do peito junto a outras condecorações.
A medalha é normalmente entregue por ações notáveis, muitas vezes após a morte do condecorado. Múltiplas medalhas podem ser entregues a uma só pessoa; Aleksandr Pokryshkin e Ivan Kozhedub ficaram famosos por ganharem três estrelas cada um, Leonid Brejnev e Gueorgui Jukov foram os únicos a receberem quatro ou mais estrelas douradas.
Nos últimos anos dos soviéticos, foram principalmente cosmonautas que receberam as condecorações, estes mais tarde iriam servir a Força Aérea Russa.
No tempo recente, na Guerra da Chechênia (1994–1996 e 1999—) criaram-se muitos heróis da federação russa, desta forma, muitas estrelas douradas foram entregues.